# セベク

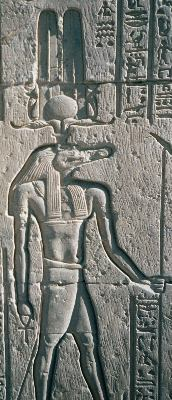
セベク（コム・オンボ神殿）

セベク（Sebek）、あるいはソベク（Sobek）、ソブク/ソブキ（Sobk、Sobki）、ソシェ（Sochet）とは、古代エジプト神話の神。
ギリシアでは、スコス（Σοῦχος、Suchos）とされている。彼の名前は、「妊娠するかしないかを決める者」を意味する。母は、ネイト、妻は、レネネトである。

## 概要
セベクは、古代エジプト人がナイル川に深く依存していたために非常に恐れられたことから、鰐（クロコダイル。以下「鰐」と表記）が神格化された強大で畏怖される神であった。
漁や農耕、移動などにナイル川を利用していたエジプト人は、鰐とナイル川の神セベクに祈れば、セベクが自分たちを鰐から攻撃しないよう保護するだろうと望んでいた。
一部のエジプトの創造神話においては、世界を創造するため混沌の海ヌトから最初に現れたのがセベクであった。そのため創造神として、太陽神ラーとしばしば関連づけられた。またナイル川の神として豊穣の神とも考えられた。

## 姿
セベクは、鰐の姿、また鰐の頭を持ち、ラーと同様の角・太陽円盤、２匹のウラエウスを組み合わせた頭飾りを付けた男の姿で表される。またセベクはミイラにされた鰐でも表された。

## 神話
戦いの神ネイトを母に持ち、同じく軍神としての性格を持つ。
オシリスがセトにバラバラにされた時、セベクは、イシスを助けてナイル川に落ちたオシリスの遺体を回収するのを手伝った。またホルスがセトと戦う時には、水上戦でホルスを助けたと言われる。その一方でセトに味方したとも言われている。

## セベク崇拝
古くからファイユーム（Fayyum）を中心に信仰を集めた。その地域は、Arsinoeが「クロコディロポリス（鰐の町）」としてギリシア人に知られていたほど、セベクに密接に関連していた。
第12王朝から第13王朝の間（紀元前1991年 – 紀元前1650年）に、セベク信仰は、特別な重要性をもっていた。何人かの統治者は、セベクを自分の即位名に取り入れた。セベクの神殿(en)の大部分は、鰐が普通に見られるエジプトの地域に所在していた。
ファイユームともう一カ所の主要な崇拝の中心地はコム・オンボであり、オンボスとも呼ばれた。そこは、鰐がしばしば日に当たって温まるナイル川の砂州の近くだった。その地でセベクはセトと同一視されるようになった。しかしやがてセトへの信仰が廃れてくるとセベクの姿は、鰐だとされるようになった。第22王朝の頃には、セトの存在自体が抹消されたりセトの神像がセベクやトートのものに代えられたりするに至った。セベクの神殿のいくつかは、神聖な鰐を飼育する池を保有していた。これらの鰐は最も良い肉切れを与えられ、すっかり飼い馴らされたようになった。
セベクは、テーベやファイユーム近くのモエリス湖周辺でも崇拝された。モエリス湖では、末期王朝時代になっても湖で飼育する鰐の頭部に宝石や黄金の飾りをつけて神聖なものとして扱った。この鰐は、セベク自身とみなされ、崇拝する人々が与えた食糧を鰐が食べると人々に神の恩恵がもたらされると信じられた。
セベクは、後の時代にはラーと習合しセベク・ラーとなり太陽神として崇拝された。さらに時代が下るとゲブと同一視されることもあった。オシリス信仰では、ホルスが父オシリスのばらばらにされた遺体をナイル川から拾い集める際にセベクの姿をとったとされている。